# Wini Brown
Winifred 'Wini' Brown (Chicago, 17 juni 1927 of 1928 - Michigan, 15 maart 1978) was een Amerikaanse jazz- en rhythm and blueszangeres.
Wini Brown zong in de tweede helft van de jaren veertig bij het orkest van vibrafonist en bandleider Lionel Hampton. Ze begon daar rond februari 1946 in Hamptons zanggroep de Hamp-Tones, een periode waarin de bandleider net zijn hit "Hey! Ba-Ba-Re-Bop!" had uitgebracht en veel shows had. Met Hamptons band maakte ze ook opnames, waaronder één nummer onder eigen naam, de torch song "Gone Again". De plaat kwam uit in oktober van dat jaar. Op oudjaarsdag maakte pianist Earl Hines met leden van Hampton's outfit (waaronder bassist Charles Mingus) opnames in Chicago voor Sunrise Records, waarvan drie nummers gezongen werden door Wini Brown. Een van die liedjes, "Bama-Lama-Lam", kwam uit in maart 1948 als een plaat van Curley Hamner and His Orchestra, de andere twee verschenen pas begin jaren vijftig.
In de zomer van 1948 vertrok Brown bij Hampton, om te trouwen met Hamptons baritonsaxofonist Charlie Fowlkes. Haar man ging werken bij Arnett Cobb, maar zorgde er tevens voor dat Wini Brown een platencontract kreeg bij platenlabel National Records. Voor dit label nam ze een dozijn nummers op met het orkest van Milt Jackson, warvan enkele op single uitkwamen. Eind 1950 nam ze singles op voor Columbia Records, met de orkesten van Les Brown en Dick Vance en in 1952 maakte ze enkele plaatjes voor Mercury Records, waarvan de Eddy Howard-cover "Be Anything But Me Mine" Wini Browns enige hit werd (10de plaats in de R & B-lijst).
Ze toerde uitgebreid in het theatercircuit en maakte deel uit van shows van onder andere Earl Bostic en Nat King Cole. Ze stond als deel van grotere shows in onder meer Apollo Theater en Earle Theater in Philadelphia. Rond 1955 werd ze zangeres bij het orkest van Cootie Williams, de voormalige trompettist van Duke Ellington. In deze band speelde ook haar tweede echtgenoot, de bassist Jimmy Lewis. Met Williams stond ze in de Savoy Ballroom en maakte ze in 1959 ook een LP voor Jaro Records, met daarop tevens enkele duetten. De samenwerking met Williams eindigde in 1960.
In de tweede helft van de jaren vijftig verscheen ook een single op RCA Victor, "Available Lover", een duet met Larry Dale (1957) en een nieuwe versie van "Gone Again", op Jaro (1960). Deze plaatjes deden niet veel. Begin jaren zestig was ze af en toe te zien in een theater (in Apollo, in een programma met o.a. James Brown en in Regal in Chicago, naast bijvoorbeeld Dizzy Gillespie), maar sinds de zomer van 1961 is in de muziek niets meer van haar vernomen.

## Discografie
- Around Midnight (met Cootie Williams), Jaro Records, 1959
- Miss Brown For You (opnames voor National), Savoy, 1986